# 1966-os Formula–1 német nagydíj
Az 1966-os Formula–1 világbajnokság hatodik futama a német nagydíj volt.

## Futam
A Nürburgringen Clarké lett a pole Surtees és Stewart előtt. Az esős verseny első körében John Taylor privát Brabhamjével ütközött Jacky Ickx Matrájával. Mindkét autó kicsúszott, Taylor autója lángba borult, a versenyző egy hónappal később belehalt égési sérüléseibe egy koblenzi kórházban.
Az első kör végén Brabham vezetett Surtees, Rindt és Bandini előtt. Clark és Stewart is jelentősen visszaesett a rajtnál. Hulme gyorsan jött fel a 15. helyről, de gyújtáshiba miatt kiállni kényszerült. Clark a 13. körben vezetői hiba miatt kiesett. A futam végéig megmaradt az első három sorrendje: Brabham nyert Surtees és Rindt előtt. A negyedik Gurneyt az utolsó körben motorprobléma hátráltatta, Hill, Stewart és Bandini is megelőzte.
| Helyezés | #  | Versenyző           | Csapat/Motor    | Futott körök | Idő/Kiesés oka  | Rajthely | Pontszám |
| -------- | -- | ------------------- | --------------- | ------------ | --------------- | -------- | -------- |
| 1        | 3  | Jack Brabham        | Brabham-Repco   | 15           | 2:27:03,0       | 5        | 9        |
| 2        | 7  | John Surtees        | Cooper-Maserati | 15           | + 44,4          | 2        | 6        |
| 3        | 8  | Jochen Rindt        | Cooper-Maserati | 15           | + 2:32,6        | 9        | 4        |
| 4        | 5  | Graham Hill         | BRM             | 15           | + 6:41,4        | 10       | 3        |
| 5        | 6  | Jackie Stewart      | BRM             | 15           | + 8:28,9        | 3        | 2        |
| 6        | 9  | Lorenzo Bandini     | Ferrari         | 15           | + 10:56,4       | 6        | 1        |
| 7        | 12 | Dan Gurney          | Eagle-Climax    | 14           | Elektronika     | 8        |          |
| 8        | 2  | Peter Arundell      | Lotus-BRM       | 14           | + 1 kör         | 17       |          |
| Kiesett  | 15 | Mike Spence         | Lotus-BRM       | 12           | Generátor       | 13       |          |
| Kiesett  | 1  | Jim Clark           | Lotus-Climax    | 11           | Baleset         | 1        |          |
| Kiesett  | 20 | Chris Lawrence      | Cooper-Ferrari  | 10           | Felfüggesztés   | 26       |          |
| Kiesett  | 11 | Ludovico Scarfiotti | Ferrari         | 9            | Elektronika     | 4        |          |
| Kiesett  | 10 | Mike Parkes         | Ferrari         | 9            | Baleset         | 7        |          |
| Kiesett  | 4  | Denny Hulme         | Brabham-Repco   | 8            | Gyújtás         | 15       |          |
| Kiesett  | 17 | Jo Bonnier          | Cooper-Maserati | 3            | Kuplung         | 12       |          |
| Kiesett  | 14 | Bob Bondurant       | BRM             | 3            | Motorhiba       | 11       |          |
| Kiesett  | 19 | Bob Anderson        | Brabham-Climax  | 2            | Erőátvitel      | 14       |          |
| Kiesett  | 16 | John Taylor         | Brabham-BRM     | 0            | Halálos baleset | 25       |          |
| NI       | 18 | Guy Ligier          | Cooper-Maserati | 0            | Sérülés         |          |          |

## Statisztikák
Vezető helyen:
- Jack Brabham: 15 (1-15)

Jack Brabham 11. győzelme, Jim Clark 26. pole-pozíciója, John Surtees 8. leggyorsabb köre.
- Brabham 6. győzelme.